# Dobbeltsyn
Diplopi, kendt som dobbeltsyn, er en simultan opfattelse af to billede af et enkelt objekt, der kan være forskudt horisontalt, vertikalt, diagonalt (altså både vertikalt og horisontalt) eller rotationelt i forhold til hinanden.. Det er normalt resultatet af en forringet funktionsevne i de ekstraokulære muskler (EOMs), hvor begge øjne stadig er funktionelle, men de kan ikke dreje så de kan fastlåse det ønskede objekt. Problemer med EOMs kan være mekaniske problemer, lidelser i det neuromuskulære cellekontakt, lidelse i den kranienerven (III og IV) der stimulerer musklerne, og til tider lidelser der involverer supranuklære oculomotoriske forbindelser eller indtagelse af giftstoffer.
Diplopi kan være en af de første tegn på en systemisk lidelse, især i forbindelse med en muskulær eller neurologisk proces, og det kan forstyrre en persons balance, bevægelse og/eller læseevner.